# Орден Креста Победы
Орден Креста Победы (словац. Slovenský vojenný víťazný kríž) — государственная награда Первой Словацкой республики.
Орден Креста Победы был учрежден указом первого президента первой Словацкой республики Й. Тисо 11 сентября 1939 года для награждения лиц отличившихся при командовании войсками в ходе боевых действий во время вторжения немецко-словацких войск в Польшу в 1939 году.
Награждение орденом проводилось с 1939 до 1945 года. Всего было вручено 3769 орденов Креста Победы, из которых 437 военнослужащим немецкого вермахта и 142 военнослужащим вооруженных сил Румынии.
14 марта 1944 года, в день пятой годовщины образования первой Словацкой республики, орденом Креста Победы были награждены все военнослужащие Вооруженных сил Словакии, которые в это время служили в армии не менее четырёх лет.

## Степени ордена

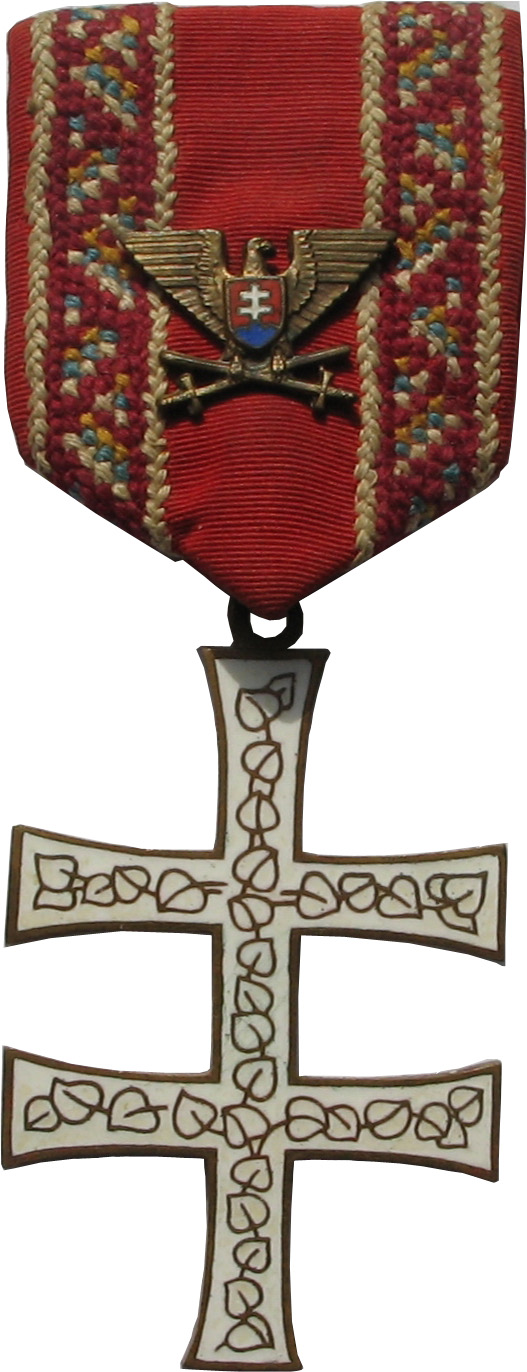
Орден Креста Победы IV степени 1943 года

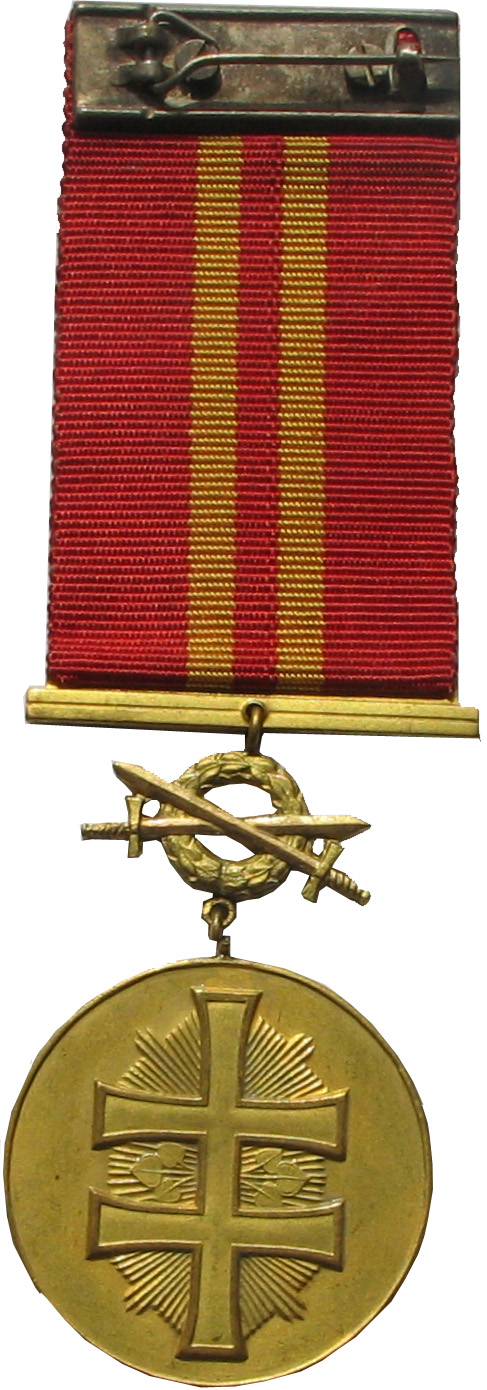
Серебряная медаль

Первоначально у ордена было три степени. В 1942 была добавлена ещё одна, а 30 ноября 1943 года орден приобрел окончательный вид: предусматривались Большой крест с цепью и пять степеней и три медали. Орден мог вручаться «с мечами».
Первоначальное деление на степени
1. Крест I степени со звездой (словац. kříž I. třídy s hvězdou) (с 1942 года)
2. Крест I степени (словац. kříž I. třídy)
3. Крест II степени (словац. kříž II. třídy)
4. Крест III степени (словац. kříž III. třídy)

Степени с 30 ноября 1943 года
1. Большой крест (словац. Velký kříž)
2. Крест I степени (словац. kříž I. třídy)
3. Крест II степени (словац. kříž II. třídy)
4. Крест III степени (словац. kříž III. třídy)
5. Крест IV степени (словац. kříž IV. třídy)

Медали
1. Золотая медаль
2. Серебряная медаль
3. Бронзовая медаль

## Описание знаков ордена
Основой знака ордена был патриарший крест со сторонами равной длины, покрытый цветной эмалью.
Первые экземпляры креста 1-й степени изготавливались из серебра с позолотой, были покрыты красной эмалью и имели размер 56×32 мм. Между сторонами креста помещались короткие золотые лучи, а между горизонтальными сторонами было расположено по три листка, имитирующих липовые. Реверс креста был гладким. Крест содержат подвеску в виде фигурки стилизованного орла с распростертыми крыльями, несущего на груди герб Словакии. Шейная лента шириной 37 мм была красного цвета, с вышитыми вручную жёлтой нитью ветвями липы.
Крест 2-й степени был полностью серебряным и покрыт синей эмалью. Он также носился на шее. Его лента была синего цвета, с аналогичной вышивкой жёлтой нитью, а также с широкой красной и узкой белой полосками по краям.
Крест 3-й степени изготовлялся из бронзы и покрывался эмалью коричневого цвета. Он не имел лучей, подвески в виде орла и носился на левой стороне груди на красной ленте шириной 33 мм, края которой были вышиты красными, белыми, синими и желтыми треугольниками.
В 1942 шейная лента для знаков двух высших степеней сузилась до 25 мм, став красной, с двумя желтыми полосками посередине. Знак 3-й степени стал носиться на груди на заколке, без ленты.
Крест 4-й степени был подобен знаку 3-й, но носился на ленте прежнего образца на груди. К ленте крепились позолоченная фигурка орла и скрещенные мечи. Знак 4-й степени без мечей был покрыт белой эмалью и носился на красной ленте шириной 35 мм, с двумя широкими желтыми полосками посередине.
Большой крест — знак ордена выполнен в виде Словацкого двойного креста, покрытого красной эмалью, окружённого сиянием. Если награда предназначалась для гражданских лиц, сияние в центре дополняется изображением листьев липы, а для военных — изображением мечей. К верхнему углу креста прикреплено изображение орла с раскрытыми крыльями, на его груди щит с гербом Словакии: на красном раннеготическом щите, стоящем на символическом изображении трёх гор синего цвета, расположен двойной серебряный крест. Крест символизирует первый христианский крест, принесённый в Словакию Кириллом и Мефодием, а горы — Матра, Татры и Фатра — местности, спокон веков населённые словаками. Оборотная сторона награды гладкая.
Звезда ордена — восьмиконечная, с расходящимися лучами выполнена из серебра. В центре звезды небольшой гладкий медальон, поверх которого наложено изображение Словацкого двойного креста, покрытого красной эмалью.
Медали ордена — золотая, серебряная и бронзовая — имели диаметр 36 мм. На лицевой стороне помещалось изображение орденского знака; на реверсе располагалась надпись: «ZA ZASLUHI» («За заслуги»). Медаль могла иметь подвеску в виде лаврового венка со скрещенными мечами. Лента медалей красная, с двумя желтыми полосками посередине.
При ношении орденских планок к ним крепились миниатюрные изображения венка со скрещенными мечами или словацкого герба, окруженного четырьмя липовыми листками с лентой, на которой помещалась надпись «За заслуги».

## Иллюстрации

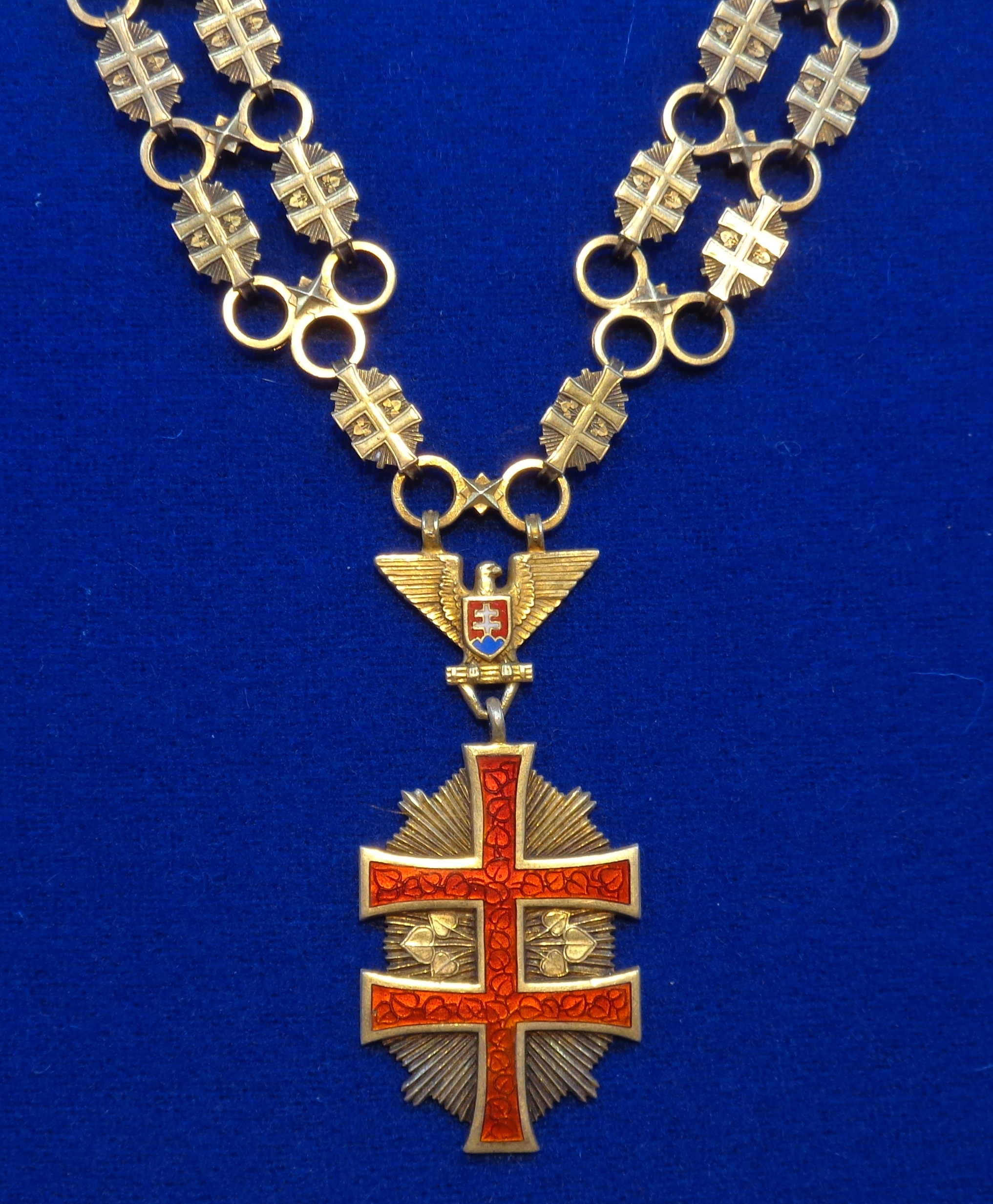
Знак Большого креста на цепи
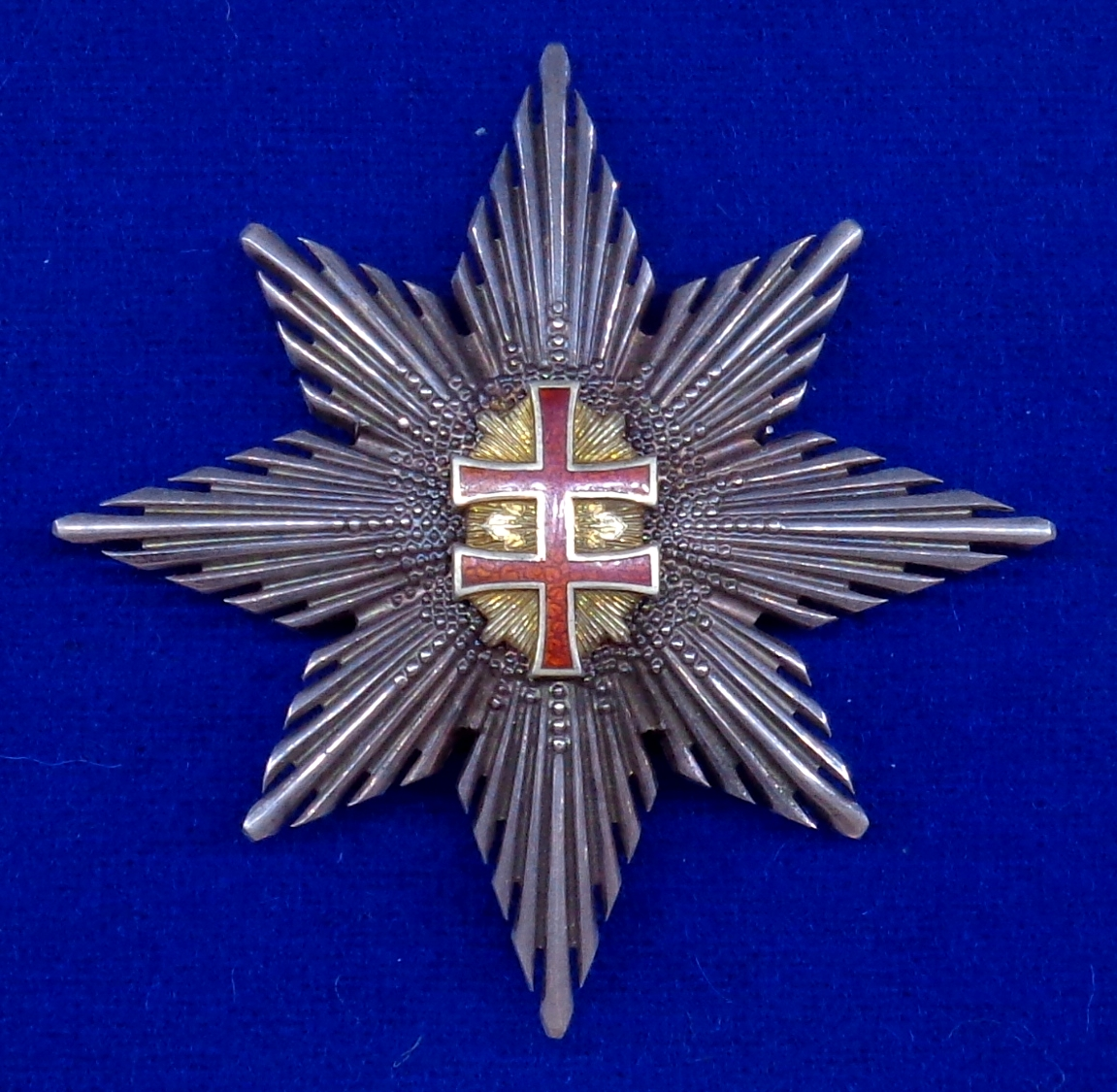
Звезда Большого креста
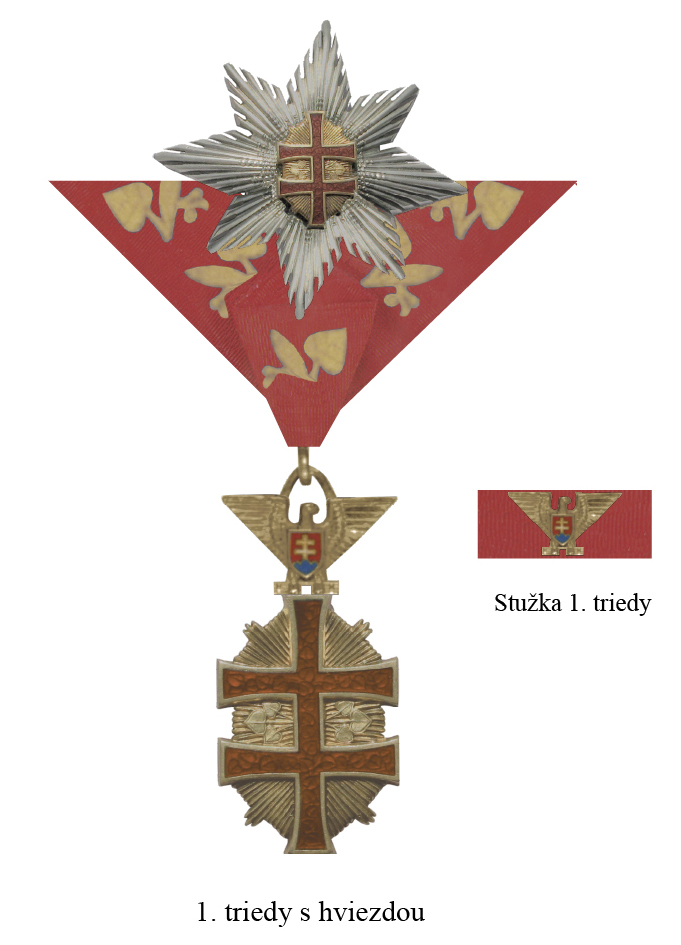
Крест 1-го класса со звездой
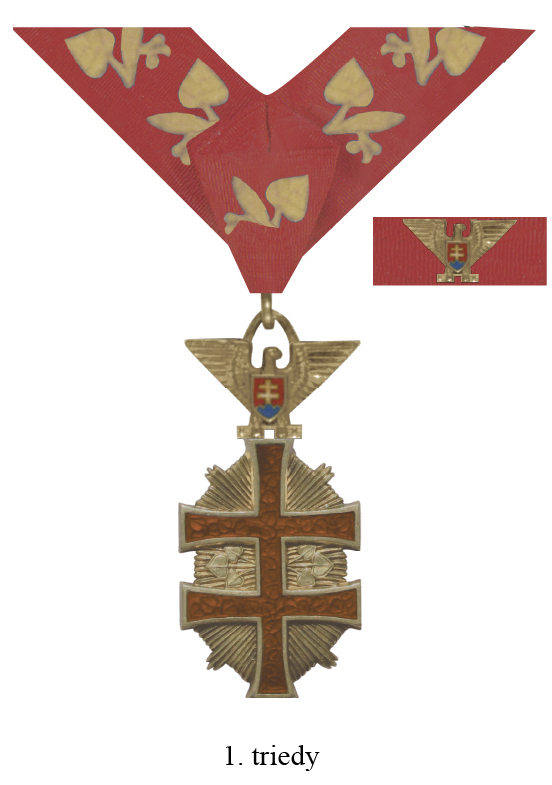
Крест 1-го класса (до 1943 года)
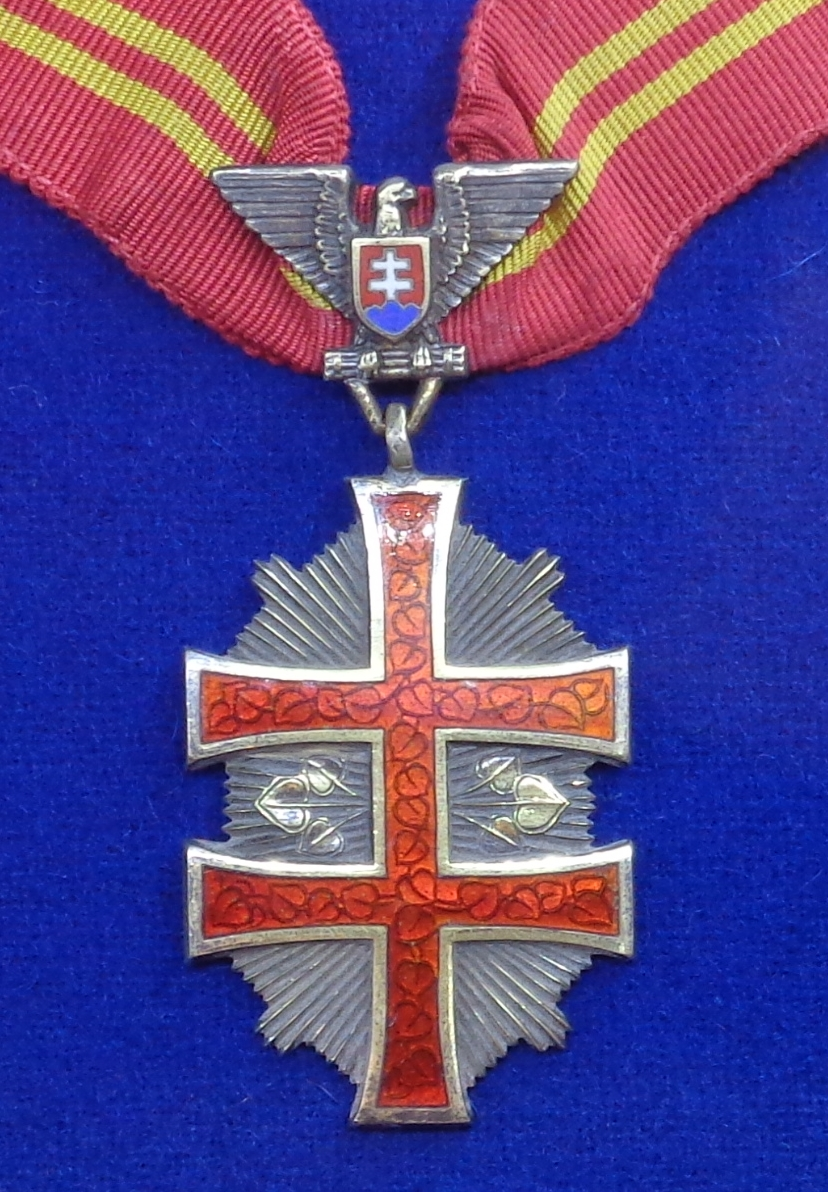
Знак 2-го класса
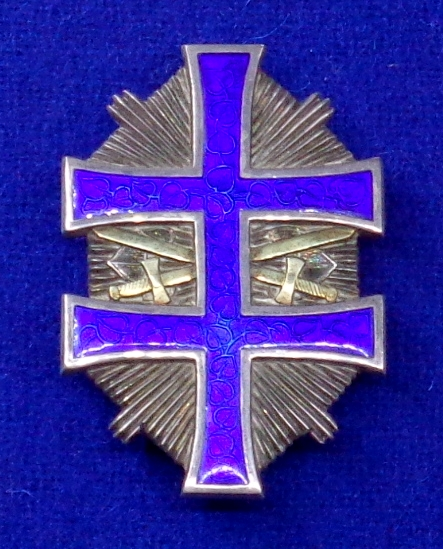
Знак 3-го класса с мечами
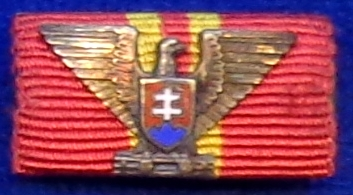
Планка 2-го класса для повседневного ношения
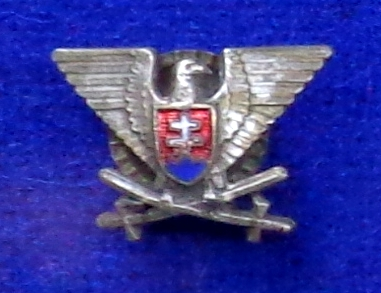
Накладка на планку 3-го класса с мечами

## Награждённые
Всего было произведено 3 769 награждений. Среди получивших орден Креста Победы были :
- Большой крест
  - Карл Ге́рман Франк, один из руководителей оккупационного режима в Богемии и Моравии, обергруппенфюрер СС, генерал войск СС и полиции (март 1943 года).
- Крест I степени со звездой
  - Вильгельм Лист,  (26.11.1940)
  - Франц Гальдер
- Крест I степени
  - Александер Лёр (20.10.1939)
  - Фердинанд Чатлош (1939)
  - Вальтер фон Браухич (20.10.1941)
  - Карл-Генрих фон Штюльпнагель (1941)
  - Курт Далюге (28.07.1943)
  - Готтлоб Бергер (20.09.1944)
  - О. Дирлевангер, оберфюрер СС, командир специальной штурмовой бригады СС «Дирлевангер», за активное участие в подавлении восстания на территории Словацкой республики осенью 1944 года.
  - Гюнтер Кортен
  - Вальтер Векке
- штурмбаннфюрер Герман Хёфле (12.1944)
- Крест II степени
  - Людвиг Кюблер (1941)
  - Йозеф Туранец (26.07.1942)
  - Антон Пуланих (1943)
  - Ян Гертхофер
  - Гюнтер Кортен
  - Фердинанд Чатлош
- Крест III степени
  - Антон Пуланич (1939)
  - Александер Чундерлик (28.11.1940)
  - Йозеф Туранец (25.11.1941)
  - Фердинанд Йодль (1941)
  - Винценц Мюллер (1941)
  - Рудольф Пильфоусек (1941)
  - Вальтер Венк (21.09.1942)
  - Йозеф Кручко (1943)
  - Самуэль Корбел (1944)
  - Юстин Дурана (1944)
  - Гюнтер Кортен
  - Августин Малар
  - Фердинанд Чатлош

а также
- Герберг Ольбрих, полковник, начальник штаба 4-й воздушного флота Люфтваффе и др.

|               | словаки | немцы | румыны | итальянцы | хорваты | японцы | болгары | финны | Всего |  |
| Большой крест | -       | 1     | 1      | -         | 1       | -      | -       | -     | 3     |  |
| I степень     | 3       | 34    | 10     | 2         | 2       | 1      | 1       | 1     | 54    |  |
| II степень    | 5       | 61    | 22     | 1         | 3       | 1      | 4       | -     | 97    |  |
| III степень   | 81      | 164   | 45     | 2         | 6       | 1      | 11      | -     | 310   |  |
| IV степень    | 161     | 64    | 21     | 1         | 5       | 1      | 4       | -     | 257   |  |
| V степень     | 1.099   | 53    | 38     | -         | -       | -      | 2       | -     | 1.192 |  |
| VI степень    | 1.508   | 44    | 4      | -         | -       | -      | 1       | -     | 1.557 |  |
| VII степень   | 282     | 16    | 1      | -         | -       | -      | -       | -     | 299   |  |
| Итого:        | 3.139   | 437   | 142    | 6         | 17      | 4      | 23      | 1     | 3.769 |  |